# 제부항
제부항은 경기도 화성시 서신면 제부리에 있는 어항이다. 1996년 3월 15일 지방어항으로 지정되었다. 시설관리자는 화성시장이다.

## 어항 연혁
- 지명은 ‘제약부경’이라 일컬어지던 사람들에게서 유래되었는데 그들이 송교리와 이 섬 사이의 갯고랑을 어린아이는 업고 노인들은 부축하고 건네주어 '제약부경'’의 '제'자와 '부'’자를 따서 제부도라 하였다고 한다.

“모세의 기적”이라 하여 바닷물이 열리는 곳이 있는데 제부도는 그 중 하나이다.

## 어항구역
제부항의 어항구역은 다음과 같다.
- 수역
  - 기존 물양장 서측끝단에서 정서방향으로 50.0m 나간 점에서 정북으로 250.0m 이점에서 정동으로 300.0m 이 점에서 정남으로 육지와 연결한 선을 따라 형성된 공유수면(77,319m2)
- 육역
  - 방파제: 화성시 서신면 제부리 289-20 제방 481m2
  - 물양장: 화성시 서신면 제부리 289-19 잡종지 8,200m2

## 어항 시설
- 물량장 8,200m2, 선착장 149m, 방파제 89m

## 기본 계획
- 서방파제 89m, 물양장 35m, 호안시설 200m, 매립 27,000m2[2]

## 정비 계획
- 무인등대 (등탑기초 49m2, 등탑높이 10m)[3]

## 주요 어종
- 바지락, 꽃게, 낙지, 주꾸미, 망둑어, 노래미 등